# Sarginae
Sous-famille
Les Sarginae sont une sous-famille de diptères brachycères de la famille des Stratiomyidae.

## Liste des genres
Selon Catalogue of Life (13 aout 2021) :
- Acrochaeta Wiedemann, 1830
- Amsaria Adisoemarto, 1974
- Cephalochrysa Kertész, 1912
- Chloromyia Duncan, 1837
- Chrysochromioides Brunetti, 1926
- Dinosargus Lindner, 1968
- Filiptschenkia Pleske, 1926
- Formosargus James, 1939
- Gongrosargus Lindner, 1959
- Himantigera James, 1982
- Lobisquama James, 1982
- Merosargus Loew, 1855
- Microchrysa Loew, 1855
- Microptecticus Lindner, 1936
- Microsargus Lindner, 1958
- Otochrysa Lindner, 1938
- Paraptecticus Grünberg, 1915
- Ptecticus Loew, 1855
- Ptectisargus Lindner, 1968
- Sagaricera Grünberg, 1915
- Sargus Fabricius, 1798
- Stackelbergia Pleske, 1930